# Гуго IV (граф Мэна)
Гуго (Юг) IV (фр. Hugues; умер 26 марта 1051) — граф Мэна с 1032/1035, сын Герберта I, графа Мэна.

## Биография

### Правление
Поскольку в момент смерти отца он был несовершеннолетним, то младший брат его деда Гуго III, Герберт Бако, стал регентом. Однако он вскоре поссорился с епископом Ле-Мана Жерве, в результате чего в 1036 году был смещён и пострижен в монахи, а Гуго был объявлен совершеннолетним. Позже Жерве устроил брак Гуго с Бертой де Блуа, что вызвало возражения графа Анжу Жоффруа II Мартела, враждовавшего с графами Блуа. В результате Жоффруа после смерти Гуго захватил Мэн.

### Брак и дети
Жена: Берта де Блуа, дочь Эда II, графа де Блуа, вдова Алена III, герцога Бретани
- Герберт II (ум. 1062), граф Мэна
- Маргарита (ранее 1045—1063); жених: Роберт I Куртгёз (ок.1054 — 1134), герцог Нормандии 1087—1106, граф Мэна 1063—1069